# Светомир Белич
Светомир Белич (серб. Светомир Белић; 12 жовтня 1946 — пом. 28 липня 2002) — югославський боксер, призер чемпіонату Європи серед аматорів.

## Аматорська кар'єра
На чемпіонаті Європи 1971 завоював срібну медаль.
- У 1/8 фіналу переміг Мойзеса Фахардо (Іспанія) — 3-2
- У чвертьфіналі переміг Крастьо Денчева (Болгарія) — TKO 3
- У півфіналі переміг Веслава Рудковського (Польща) — TKOI 3
- У фіналі програв Валерію Трегубову (СРСР) — 0-5

На Олімпійських іграх 1972 переміг Оумара Фола (Сенегал) і програв Ентоні Річардсону (Нідерланди).
На чемпіонаті Європи 1975 програв у першому бою Вікторові Савченку (СРСР).
На Середземноморських іграх 1975 завоював бронзову медаль.